# BSA B25 Starfire
BSA B25 Starfire – brytyjski motocykl produkowany przez BSA w latach 1968–1970.

## Dane techniczne/Osiągi
Silnik: singel
Pojemność silnika: 247 cm³
Moc maksymalna: 25 KM/8250 obr./min
Maksymalny moment obrotowy: brak danych
Prędkość maksymalna: 148 km/h
Przyspieszenie 0–100 km/h: brak danych